# Keyholder
Keyholder is het zevende studioalbum van de Zweedse band Kaipa.

## Inleiding
Eigenlijk al voor de uitgifte van het album Notes from the past bleek dat Hans Lundin meerdere nummers al had klaarliggen voor een opvolger. Alhoewel er geen onderscheid meer gemaakt werd tussen band en gastmusici ("Kaipa with") hebben de musici elkaar tijdens de opnamen waarschijnlijk niet fysiek gezien. Iedere musicus nam zijn partij op in zijn eigen studio. Basis vormde de HGL Stuido van Lundin in Uppsala.

## Musici
- Hans Lundin – hammondorgel, synthesizers, mellotron, piano en zang
- Roine Stolt – elektrische en akoestische gitaren, percussie en zang
- Morgen Ågren – drumstel
- Jonas Reingold – al dan niet fretloze basgitaar
- Patrik Lundström – eerste zangstem, achtergrondzang
- Aleena Gibson – eerste zangstem, achtergrondzang

met
- Hasse Bruniusson - percussie track 4

## Muziek
| Nr. | Titel                                                         | Duur  |
| --- | ------------------------------------------------------------- | ----- |
| 1.  | Lifetime of a journey (muziek: Lundin; tekst Stolt, Lundin)   | 8:14  |
| 2.  | A complex work of art (muziek: Lundin; tekst Stolt, Lundin)   | 11:57 |
| 3.  | The weed of all mankind (muziek: Lundin; tekst Stolt, Lundin) | 9:29  |
| 4.  | Sonic pearls (muziek: Lundin; tekst Kevin Fickling, Lundin)   | 6:06  |
| 5.  | End of the rope (muziek: Lundin, Stolt; tekst Stolt)          | 13:59 |
| 6.  | Across the big uncertain (muziek/tekst: Lundin, Stolt)        | 8:30  |
| 7.  | Distant voices (muziek/tekst: Lundin, Stolt)                  | 13:00 |
| 8.  | Otherwordly brights (muziek: Lundin; tekst Stolt, Lundin)     | 7:08  |

The end of the rope was opgezet als instrumentaal werk, de tekst werd erbij geschreven door Stolt. Sonic pearls is een wat ouder nummer (1998), dat Lundin schreef toen hij werk verrichtte voor de band Hagen in Yttermalung, hetgeen volgens hem resulteerde in een meer folkachtige klank. Het nummer zou eigenlijk op Notes from the past gezet worden, maar dat album bereikte al zonder het nummer de maximale speelduur.

## Ontvangst
François Couture van AllMusic zag een vooruitgang ten opzichte van Notes from the past. Hij had het idee dat de inbreng van de andere musici groter was dan op dat album; hetgeen al blijkt dat Stolt bij bijna alle nummers in de credits staat als tekstschrijver. De muziek van Kaipa vond hij ook meer richting The Flower Kings gaan, waarvan Stolt de leider is. Een overgang van klassieke naar moderne progressieve rock was volgens Couture merkbaar. Drie recensenten van Dutch Progressive Rock Pages waren het met hem eens, alhoewel er ook verschillen waren. Vond de één een samenhangend geheel (Arntz), de ander vond van niet (Dokter). Weer een ander vond de muziek nu zo op The Flower Kings lijken dat het een genietbaar maar in wezen overbodig album werd (de Val). Dick van der Heijde vond het een goede combinatie van complexe en toegankelijke progressieve rock.